# Lisbeth Grönfeldt Bergman

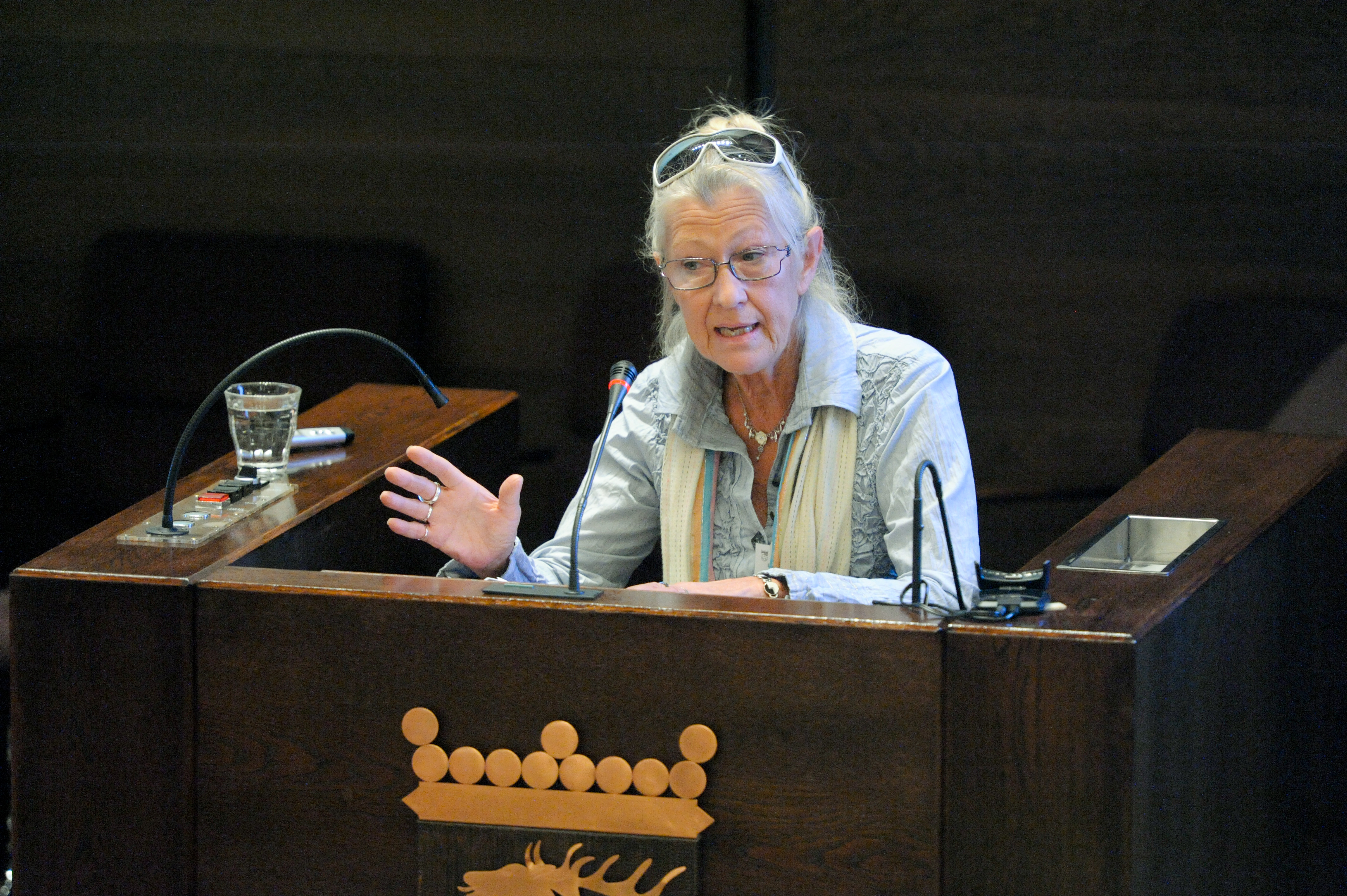
Lisbeth Grönfeldt Bergman (2010)

Lisbeth Grönfeldt Bergman (* 20. September 1948 in Göteborg) ist eine schwedische Politikerin der Moderata samlingspartiet.
Seit 2006 ist sie Mitglied des Reichstags. Von 2000 bis 2004 gehörte sie der Fraktion Europäische Volkspartei – Europäische Demokraten im Europäischen Parlament an.